# Interculturalismo

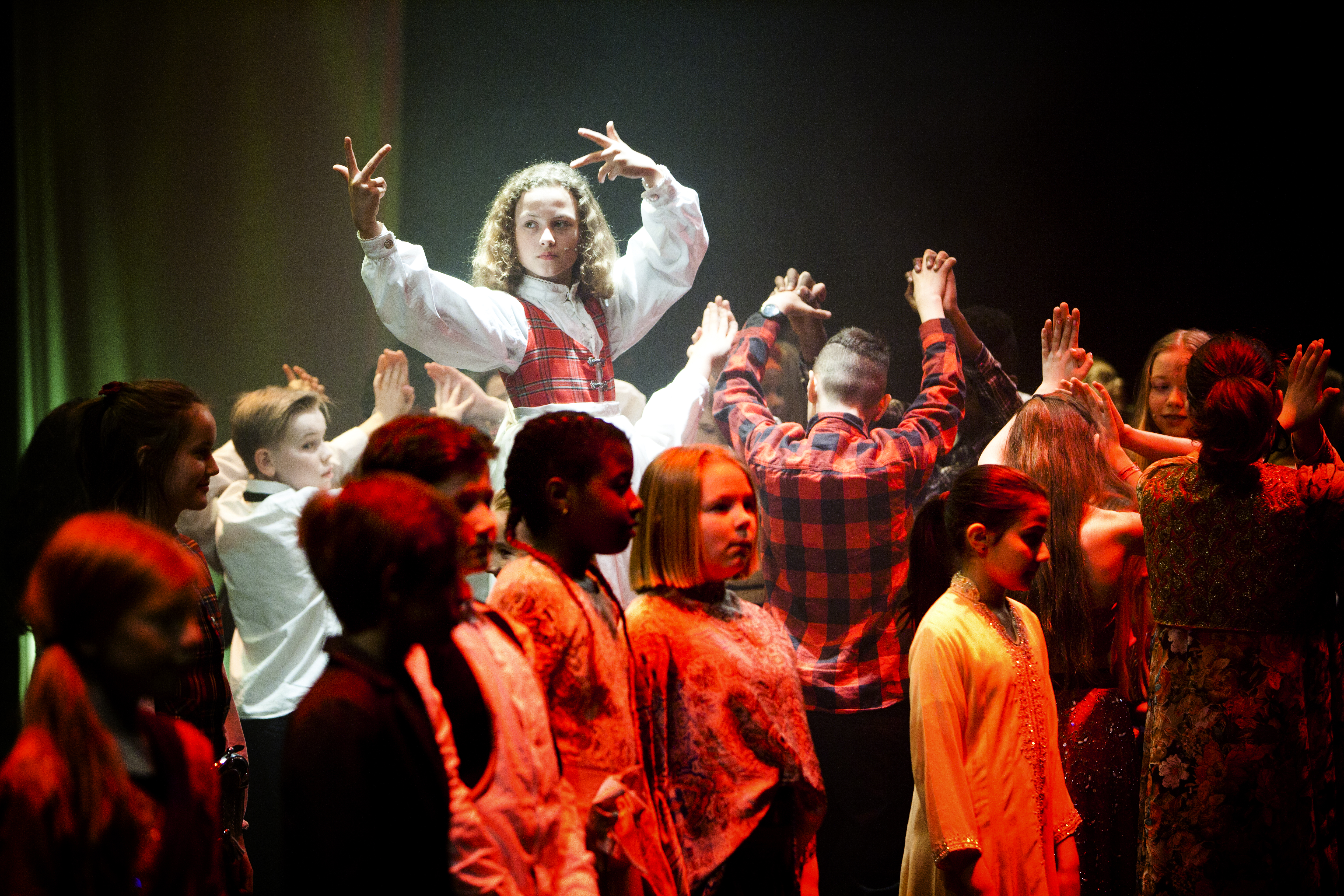
Juego de colores Østfold, de un concierto en Brygga Kultursal, Halden, Noruega. Fargespill Østfold es un proyecto musical intercultural que organiza conciertos con niños y jóvenes mayores.

El interculturalismo se puede entender, siempre a partir del hecho de la existencia en un mismo territorio de dos o más culturas donde todas (menos una) suelen ser fruto de la inmigración, como una ideología política cuyo objetivo principal es desarrollar una cultura cívica común basada en los valores de la democracia, la libertad y los derechos humanos, que hay que respetar, tal como presupone la "civilización occidental", mientras que fomenta la interacción entre las diversas comunidades que viven en un mismo país.
El interculturalismo promueve los derechos individuales para todos, sin discriminación. Esto significa, en particular, que las personas tienen derecho a mantener su filiación con un grupo étnico concreto y el derecho a las diferencias culturales y religiosas, que se pueden mostrar libremente en público. Sin embargo, la sociedad entera debe adherirse a una misma constitución de derechos y deberes fundamentales, sin excepción. El interculturalismo no acepta que las diferencias culturales se utilicen como excusa para reducir los derechos de ciertos grupos. Este enfoque conduce a una ética de la tolerancia máxima para las opciones del individuo y de la tolerancia mínima para los sistemas totalitarios y teocráticos, que imponen ideas que podrían socavar los fundamentos mismos de una sociedad democrática.
El interculturalismo se opone, por tanto, al racismo y a la xenofobia, y a sus manifestaciones.
Se distingue, así del multiculturalismo, en el que este promueve la persistencia de la diversidad cultural.
Se habla de interculturalidad para designar la realidad sociológica de la interacción entre culturas en esta realidad multicultural.